# Acherontia lachesis
Acherontia lachesis is een vlinder uit de familie van de pijlstaarten (Sphingidae). De wetenschappelijke naam van deze soort is voor het eerst voorgesteld als Sphinx lachesis door Johan Christian Fabricius in een publicatie uit 1798.

## Verspreiding
De soort komt in bijna de gehele Oriënt voor, van India, Pakistan en Nepal tot de Filipijnen, het zuiden van Japan, het zuiden van het oostelijke deel van Rusland, het Brits Indische Oceaanterritorium en Indonesië. Ondertussen komt de soort ook voor op Hawaï.